# Sepedonea incipiens
Sepedonea incipiens är en tvåvingeart som beskrevs av Amnon Freidberg 1991. Sepedonea incipiens ingår i släktet Sepedonea och familjen kärrflugor. Inga underarter finns listade i Catalogue of Life.